# Comano Terme
Comano Terme är en kommun i provinsen Trento i regionen Trentino-Sydtyrolen i Italien. Kommunen hade 2 963 invånare (2018).